# Meryx rugosa
Meryx rugosa es una especie de coleóptero de la familia Ulodidae.

## Distribución geográfica
Habita en Australia.